# José María Alcón Olivera

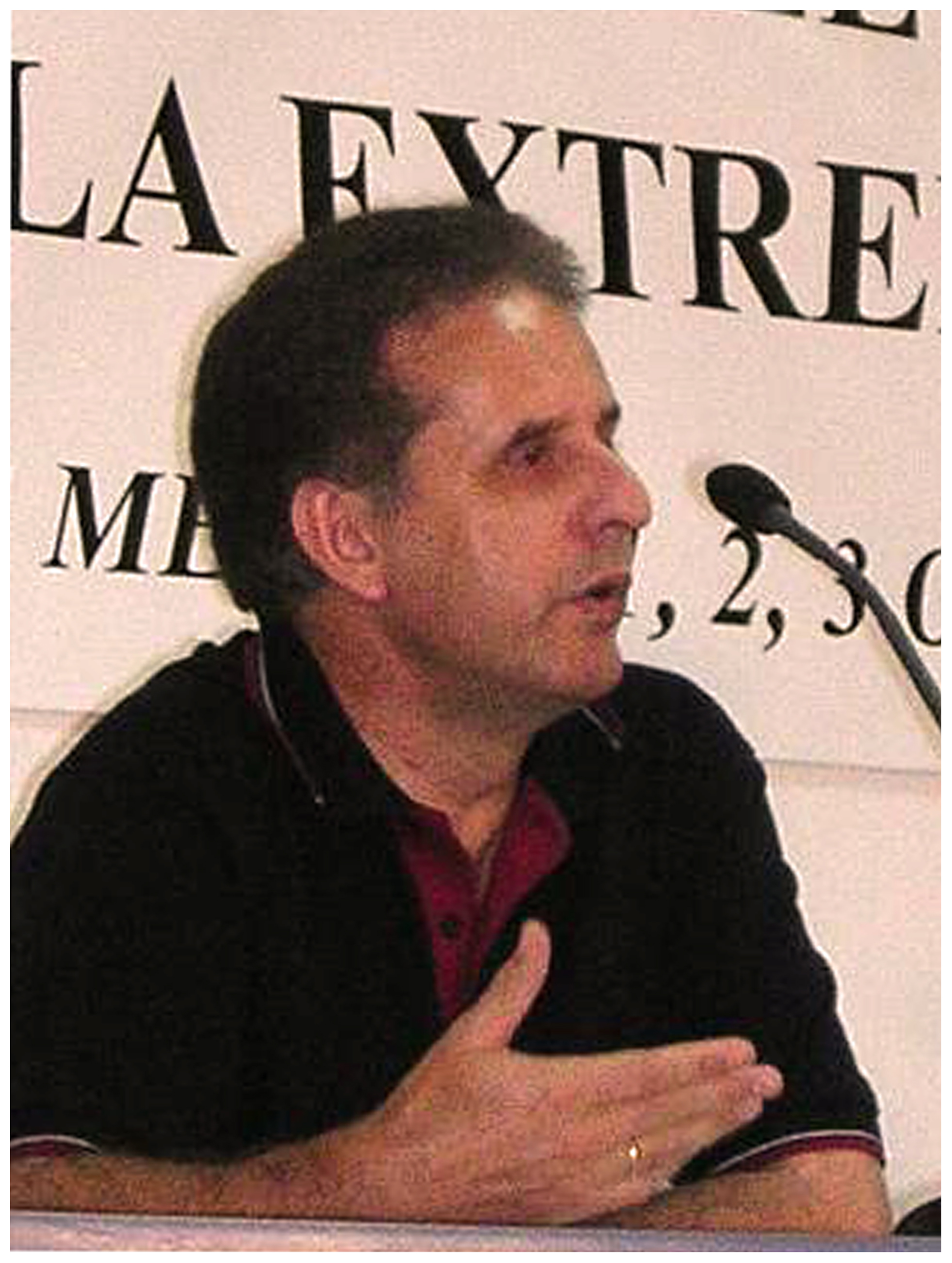
Alcón Olivera, no II Congresso da Língua Estremenha.

José María Alcón Olivera é um professor, investigador e escritor estremenho, autor da primeira novela em língua estremenha: los Requilorios.

## Vida
Alcón Olivera nasceu na vila carcerena de Guiju Galisteu. Aos quinze anos de mudou para Cáceres, onde estudou. Se formou como um mestre primário.
En 1983 foi finalista do prêmio “Cáceres” de novela corta pela obra Transparências. A novela Requilorios saiu no ano de 1984, sendo a primeira obra narrativa totalmente em estremenho.
Como investigador o estremenho participou do I Congresso de Estremenho, celebrado em Calzadilla em 2002 com a comunicação "El extremeño en Guijo de Galisteo y pueblos aledaños" e no II Congresso da Língua Estremena organizado em San Peiru Méria em 2004 com uma comunicação em língua vernácula em tanto na estima social do estremenho Nesse mesmo ano preparou a comunicação El dialectu extremeñu eno Santus de Maimona.

## Obra
Alcón Olivera é conhecido por ser o primeiro a publicar uma novela inteiramente em estremenho "Requilorios", em 1984. Esta novela omodiegética conta a história de Tiu Aleju, que apresenta episódios de sua vida distinta.	A obra é uma regalia bem anual de sucessos e personagens da Estremadura do século passado.